# III. Grailly János, Buch ura
III. Grailly János (franciául: Johan III de Grailly) (cc. 1330 – Párizs, 1376. szeptember 7.) Buch ura (captal), Benauges őrgrófja, gascogne-i nemes volt, aki az angolok oldalán harcolt a százéves háborúban.

## Élete
Apja II. Grailly János, Foix grófjának unokatestvére, anyja Blanch de Foix volt. Rose d' Albretet vette feleségül. A százéves háborúban az angolok oldalán harcolt. III. Eduárd angol király Bigorre grófjának, 1348-ban pedig a Térdszalagrend lovagjának nevezte ki. Lovasainak élén fontos szerepet játszott a poitiers-i csatában, amelyben Eduárd walesi herceg megsemmisítő vereséget mért a franciákra. Két évvel később részt vett a francia parasztlázadás leverésében.
1364-ben II. Károly navarrai király seregét irányította Normandiában. Cocherelnél vereséget szenvedett Bertrand du Guesclintől, és fogságba esett. A következő évben szabadult, és átpártolt a franciák oldalára. V. Károly francia király Nemours urának címét adományozta neki.
Hamarosan visszatért az angolok mellé, és 1367-ben elkísérte Eduárdot Kasztíliába, és ott részt vett a nájerai csatában. Az ütközetben ismét szembekerült Bertrand du Guesclinnel, de most a francia parancsnok esett fogságba. Szolgálatai elismeréseként Aquitania várkapitánya lett 1371-ben.
1372-ben az angol felmentő sereget vezette La Rochelle-hez. Soubise-nál meglepte Owain Lawgoch walesi zsoldosvezér, aki foglyul ejtette. Jánost Párizsba vitték, ahol élete hátralevő részét a Temple börtönben töltötte, mivel a francia uralkodó úgy vélte, túl veszélyes ahhoz, hogy váltságdíj fejében átadják az angoloknak. Örökös nélkül halt meg, így címei nagybátyjára, Archambaud-ra, Foix grófjára szálltak. Jean Froissart, a kor krónikása azt írta III. Grailly Jánosról, hogy ő testesítette meg a lovagi ideált.